# Американский совет научных обществ
Американский совет научных обществ — основан в 1919 году, является частной некоммерческой федерацией из 75 научных организаций в области гуманитарных и смежных социальных наук. Совет наиболее известен своими конкурсами стипендий, которые предоставляют широкий спектр возможностей для ученых в области гуманитарных и смежных социальных наук на всех этапах карьеры, от аспирантов до профессоров и независимых ученых, работающих с рядом дисциплин и методологий в США и за рубежом.